# Promenade René-Capitant
La promenade René-Capitant est une voie située sur les berges de la Seine dans le quartier de la Sorbonne du 5e arrondissement de Paris.

## Situation et accès
Accessible par les escaliers situés en contrebas du Petit-Pont et du pont Saint-Michel donnant accès à la Seine, la promenade est fréquemment inondée et inaccessible lors des crues importantes du fleuve, en général au niveau d'alerte de 5,10 mètres.
La promenade René-Capitant est desservie à proximité par la ligne 4 à la station Saint-Michel.

## Origine du nom
Elle porte le nom de l’homme politique René Capitant (1901-1970).

## Historique
Cette promenade en voie sur berge le long de la Seine, face à l’île de la Cité, correspond à l’ancien port Saint-Michel qui a été renommé en 2000 « promenade René-Capitant ».

## Bâtiments remarquables et lieux de mémoire
- Le Petit-Pont
- Le pont Saint-Michel